# Малютянка (зупинний пункт)
Малютянка (Малютинка) — пасажирський залізничний зупинний пункт Київської дирекції Південно-Західної залізниці на дільниці Фастів I — Київ-Волинський між зупинним пунктом Шляхова (1 км) та станцією Боярка (3 км). Розташований на межі Боярської міської громади та Малютянської сільської ради Фастівського району Київської області, за 0,2 км на північний схід від села Іванків.

## Історія
Зупинний пункт відкритий у 1927 році. Облаштований двома бічними платформами.

## Пасажирське сполучення
На платформі Малютянка зупиняються приміські електропоїзди Фастівського напрямку.

## Галерея

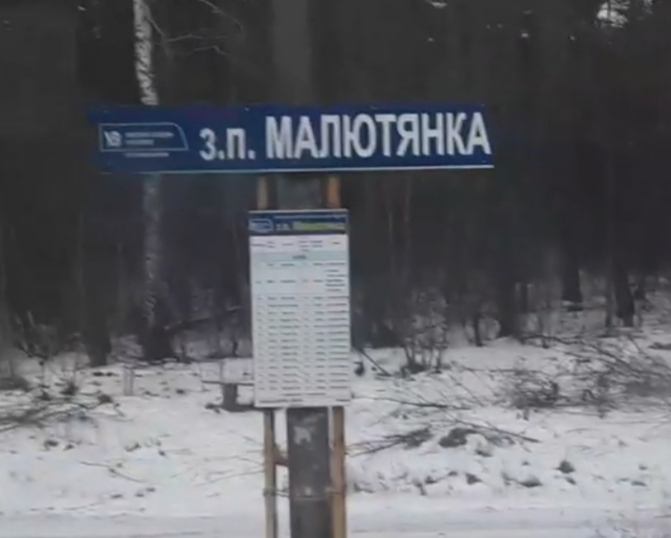
Зупинний пункт Малютянка